# أشلي غروف
أشلي غروف (بالإنجليزية: Ashley Grove)‏ (20 نوفمبر 1990 في الولايات المتحدة - ) هي لاعبة كرة قدم أمريكية في مركز الوسط. لعبت مع بوسطن بريكرز ووسترن نيويورك فلاش وHerforder SV Borussia Friedenstal ‏.

## وصلات خارجية
- أشلي غروف على موقع قاعدة بيانات كرة القدم.إي يو (الإنجليزية)
- أشلي غروف على موقع Soccerway.com (الإنجليزية)